# Юдинцев, Сергей Владимирович
Сергей Владимирович Юдинцев (род. 22 декабря 1959 года, г. Рудный, Кустанайская область, КазССР) — российский минералог, специалист в области технической минералогии, член-корреспондент РАН (2011).

## Биография
Родился 22 декабря 1959 года в г. Рудный Кустанайской области Казахской ССР в семье рабочих.
В 1976 году — окончил физико-математическую школу № 18 им. ак. А. Н. Колмогорова при МГУ.
В 1981 году — с отличием окончил геологический факультет МГУ, специальность «инженер-геохимик».
С 1981 по 1986 годы — работал в Институте экспериментальной минералогии.
С 1986 года по настоящее время работает в Институте геологии рудных месторождений, петрографии, минералогии и геохимии, где прошел путь от научного сотрудника до заведующего лабораторией радиогеологии и радиогеоэкологии (с 2012 года).
В 1989 году — защитил кандидатскую диссертацию, тема: «Поведение урана при гранитообразовании в свете экспериментальных и геохимических данных».
В 2009 году — защитил докторскую диссертацию, тема: «Сложные оксиды структурных типов пирохлора, граната и муратаита — матрицы для иммобилизации актинидных отходов ядерной энергетики».
В 2011 году — избран членом-корреспондентом РАН.

## Научная деятельность
Круг научных интересов: техническая минералогия, геохимия редкоземельных элементов и актинидов, радиохимия, экологическая безопасность завершающей стадии ядерного топливного цикла, в том числе: обращение с радиоактивными отходами, изучение консервирующих матриц для иммобилизации радиоактивных отходов и выбор геологической среды для их захоронения, миграция радионуклидов.
Член Межведомственного научного совета по Радиохимии, секции НТС № 5 Госкорпорации «Росатом», рабочей группы при Научно-координационном совете ФАНО России по развитию Арктического региона, член редколлегии журналов «Радиохимия» и «Вопросы радиационной безопасности», член Совета по ядерным и радиационным исследованиям Национального исследовательского совета Национальной академии наук США National Research Council, NAS).
Автор более 360 публикаций, включая свыше 260 статей в журналах, сборниках и трудах конференций по проблемам ядерного топливного цикла, около 90 тезисов докладов на научных конференциях, 5 патентов на изобретение и 7 коллективных монографий, в том числе 2 на английском языке.